# Тін Србич
Тін Србич (нар. 11 вересня 1996, Загреб, Хорватія) — хорватський гімнаст. Срібний призер Олімпійських ігор. Чемпіон світу та Європи. Перший в історії Хорватії чемпіон світу зі спортивної гімнастики. Спортсмен 2019 року за версією Спортивної асоціації міста Загреба та спортсмен 2017 та 2019 років спортивної газети "Спортивні новини".

## Біографія
Закінчив Загребський університет (машинобудування).

## Спортивна кар'єра
Батько бажав віддати сина на футбол, але йому відмовили через низький рост, тому відвів Тіна до знайомого на спортивну гімнастику в хорватський клуб "Сокол" в Загребі.
У шестирічному віці зламав дві кістки правиці, після чого виник страх поперечини. Однак у 13 років отримав важкий перелом ліктьового суглоба, відновлюватися після якого змушений був півтора роки. Коли повернувся до спортивного залу, то довгий час відчував сильний біль, що заважав тренуватися на усіх снарядах, крім поперечини.

#### 2015
Дебютувавши у вісімнадцять років в дорослій збірній, зміг кваліфікуватися до першого в кар'єрі фіналу вправи на поперечині на етапі кубку світу в Котбусі, однак через зміну розкладу змагань пропустив фінальні змагання.

#### 2017
На чемпіонаті світу, що проходив у жовтні в Монреалі, Канада, з результатом 14.433 бали здобув історичну для Хорватії перемогу у фіналі вправ на поперечині, випередивши на 0,2 бала нідерландського гімнаста Епке Зондерланда.

#### 2018
У липні на тренуванні отримав травму лівого плеча, а під час відновлення порвав м'язи грудної клітини, тому змушений був пропустити серпневий чемпіонат Європи.
На чемпіонаті світу в Досі, Катар, зупинився за крок до п'єдесталу на коронному снаряді.

#### 2019
На чемпіонаті Європи виборов срібну нагороду на поперечині з найкращою сумою балів в кар'єрі в 14,900 бала.
На чемпіонаті світу в Штутгарті, Німеччина, у фіналі вправ на поперечині продемонстрував другий результат, що дало змогу додати до срібної нагороди світової першості особисту ліцензію на Олімпійські ігри в Токіо, що стало одним з незабутніх моментів у житті поряд з перемогою на чемпіонаті світу 2017 року.

#### 2020
У грудні під час пандемії коронавірусу на чемпіонаті Європи в Мерсіні, Туреччина, здобув другу в кар'єрі срібну нагороду на поперечині, неочікувано поступившись литовському гімнасту Роберту Творогалу.

## Результати на турнірах
| Рік  | Змагання                | КБ  | ІБ | Вільні вправи | Кінь | Кільця | Опорний стрибок | Паралельні бруси | Перекладина |
| ---- | ----------------------- | --- | -- | ------------- | ---- | ------ | --------------- | ---------------- | ----------- |
| 2017 | Кубок світу в Баку      |     |    |               |      |        |                 |                  | 6           |
| 2017 | Кубок світу в Досі      |     |    |               |      |        |                 |                  | 2           |
| 2017 | Чемпіонат світу         | Н/Д |    |               |      |        |                 |                  | 1           |
| 2018 | Кубок світу в Досі      |     |    |               |      |        |                 |                  | 1           |
| 2018 | Чемпіонат світу         |     |    |               |      |        |                 |                  | 4           |
| 2018 | Кубок світу в Котбусі   |     |    |               |      |        |                 |                  | 2           |
| 2019 | Кубок світу в Мельбурні |     |    |               |      |        |                 |                  | 7           |
| 2019 | Кубок світу в Баку      |     |    |               |      |        |                 |                  | 2           |
| 2019 | Кубок світу в Досі      |     |    |               |      |        |                 |                  | 1           |
| 2019 | Чемпіонат Європи        |     |    |               |      |        |                 |                  | 2           |
| 2019 | Чемпіонат світу         |     |    |               |      |        |                 |                  | 2           |
| 2020 | Чемпіонат Європи        |     |    |               |      |        |                 |                  | 2           |
| 2021 | Кубок виклику в Осієці  |     |    |               |      |        |                 |                  | 1           |
|      | Олімпійські ігри        |     |    |               |      |        |                 |                  | 2           |